# 미소년지련
미소년지련(美少年之戀, Bishonen)은 홍콩에서 제작된 양범 감독의 1998년 드라마 영화이다. 오언조 등이 주연으로 출연하였다.

## 출연

### 주연
- 오언조
- 풍덕륜
- 서기

### 조연
- 윤자유
- 증사현
- 초교
- 증강
- 장달명
- 황점
- 방보라
- 임위량
- 엄첨림
- 마민명
- 임청하
- 조 주니어

## 같이 보기
- 홍콩 영화